# Kdepim
kdepim és un paquet de programari per l'entorn KDE que conté les eines de gestió d'informació personal

## Llista de programes
- Akregator - Lector de fils RSS.
- KMail - El client de correus.
- KAddressBook - Llibreta d'adreces.
- KOrganizer - Calendari i organitzador de temps
- KonsoleKalandar - Línia d'ordres pels calendaris de KDE.
- KPilot - Reemplaçament pel programa Palm™ Desktop.
- Kandy - Sincronització de dades, organitzador i altres entre el telèfon mòbil i l'ordinador.
- KArm - Planificador de temps que s'integra amb la llista de coses per fer del KOrganizer.
- KNotes - Notes de paper virtuals a l'escriptori.
- KAlarm - Gestió d'alarmes.
- KNode - Client de news.
- Kontact - Uneix totes les aplicacions del kdepim en una única aplicació i interfície.
- KJots - Editor de text simple estructurat en forma d'arbre.